# Illimani
El Illimani es una montaña nevada de los Andes de Bolivia, ubicada cerca de la ciudad de La Paz. Con 6.460 metros sobre el nivel del mar, es la de mayor altura de la Cordillera Real y la segunda de Bolivia (detrás del nevado Sajama, que pertenece a la Cordillera Occidental). Administrativemente se encuentra ubicada entre los municipios de Palca e Irupana, en las provincias de Murillo y Sud Yungas respectivamente, dentro del departamento de La Paz.
El Illimani es un enorme macizo de más de 8 km de longitud y cuatro cumbres que sobrepasan los 6.000 de altitud, estas discurren de noroeste a sureste, y de ellas es el último nevado de la Cordillera Real de norte a sur; por el norte el cordón comienza con el Nevado Illampu y termina por el sur con el Illimani (suroeste).
El nevado Illimani cuenta con tres mil kilómetros cuadrados, cubierto de nieve en la parte superior. Sus aristas finas, delgadas y verticales le dan una mística indiscutible, según cuenta el experimentado escalador de montañas Alain Mesili (Francia).
Desde arriba, en la cumbre, se domina el Altiplano, el lago Titicaca, hasta el Perú, el Sajama hasta Chile y los valles bajando hacia la Amazonía boliviana.

## Toponimia
Existe consenso sobre el origen prehispánico del nombre Illimani, pero se conocen diversas interpretaciones y denominaciones paralelas con las que se designaba a esta montaña, los pobladores aimaras que habitaban la ciudad lo llamaban Illemana, por donde nace el sol; otros lo denominaban Jilir - Mamani o el hijo mayor.
A la cima de la izquierda la conocían como Khunu Urucuncu, oso de nieve; a la cima central, Chapa Punku o puerta de espuma, y a la de la derecha Khunu Chaubiri, mirador de nieve.

## Geografía

### Ubicación
Esta imponente montaña se eleva solitaria, entre los grados 15 y 17 de latitud sur, y los 70 y 71 de longitud oeste, haciendo contraste con el achatado Mururata que se encuentra más al norte dentro de la cadena andina.
Desde la ciudad se observa esta montaña con sus brillantes y perfilados picos asentados sobre una base cuadrangular de rocas, la que abarca varios kilómetros de perímetro, cubiertos eternamente de nieve, la que cambia de coloración constantemente debido a las variaciones atmosféricas y al movimiento del sol en su trayectoria sideral, así como por la mayor o menor densidad de vapor de agua que sube desde el fondo de los valles yungueños.

### Picos
El Illimani, que se halla a más o menos sesenta kilómetros de distancia de la ciudad, presenta varios picos:
- Pico del Indio o Sur (6.460 m), el situado al sur (a la derecha mirando desde La Paz). Los actuales aimaras lo conocen por Achocopaya, intraducible.
- Pico La Paz o Central (6.360 m), llamado también Cóndor o Águila Blanca, situado en el centro del nevado.
- Pico Kuhm o Norte (6.380 m), el situado al norte (a la izquierda mirando desde La Paz.)
- Pico París, no se lo ve desde la ciudad, se halla oculto hacia el sudeste de la montaña. Los indígenas lo llaman Laika Kollo o Cerro Brujo.

### Fauna y flora
Las áreas circundantes, bañadas por las aguas provenientes del nevado, forman valles mesotérmicos interandinos subtropicales: Yungas. La presencia de los glaciares que caracterizan a la montaña regulan los bosques de neblina o cejas de monte.
La fauna existente corresponde a la característica de los valles mesotérmicos, destacándose entre ella la mariposa Infraphulia Illimani, bautizada así por haber sido identificada por Weymer en 1890 a partir de ejemplares colectados en las inmediaciones.

## Geología

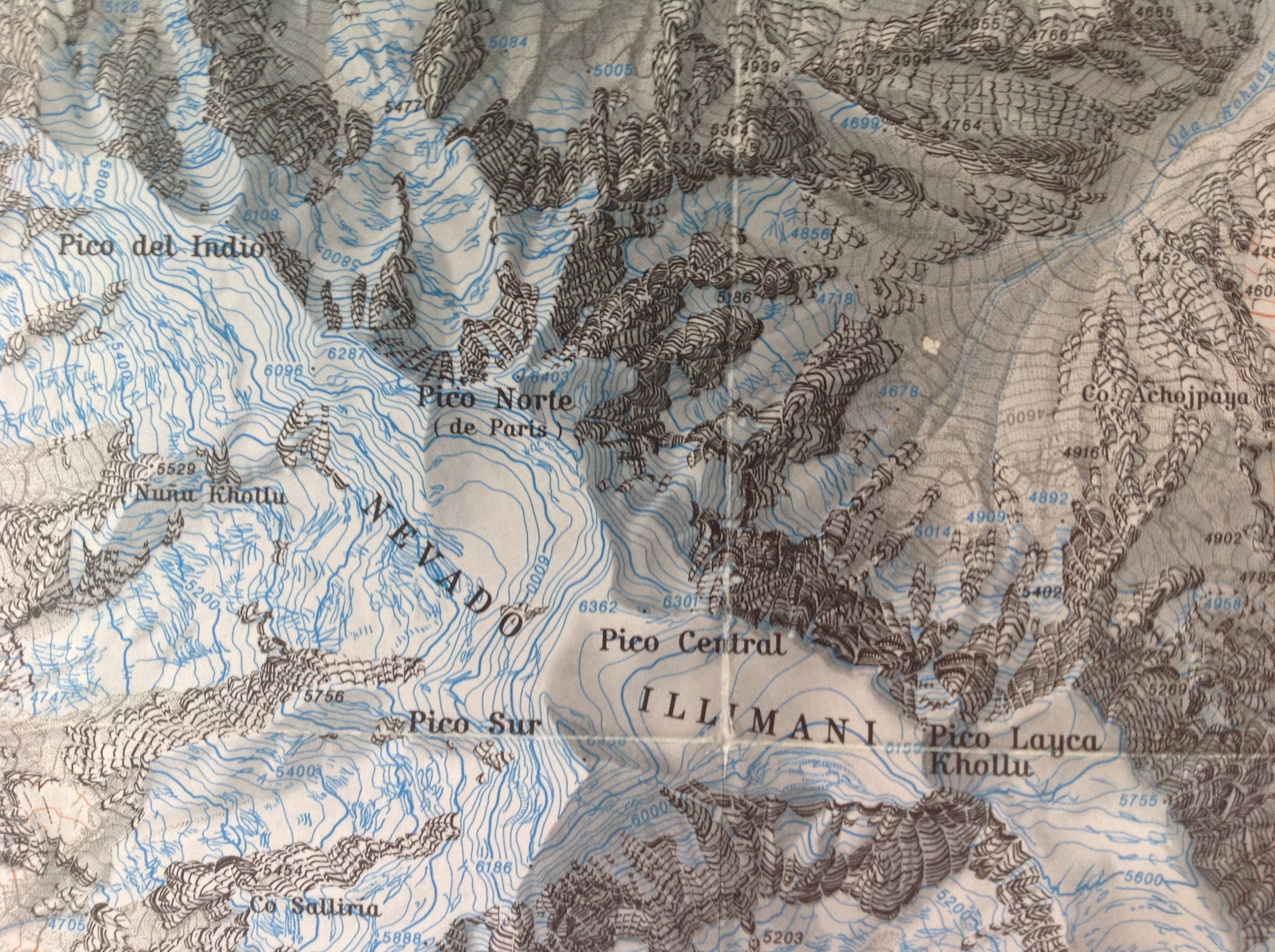
Picos del Illimani

El Illimani se formó en el manto paleozoico por la presión de placas tectónicas  en el periodo comprendido entre los periodos mezosoico y terciario, las rocas intrusivas fueron erosionadas dejando a la vista la formación que conocemos hoy en día, el Illimani está compuestos por rocas plutónicas (granodiorita y monzonita) con una edad de entre 208 y 23 millones de años.

## Patrimonio y paisaje natural del Estado
En 2012 por unanimidad en la cámara de diputados el nevado Illimani fue declarado Patrimonio y paisaje natural del Estado, con el objetivo de garantizar su preservación, encargándose su registro, catalogación y emisión de certificado al Ministerio de culturas.
La declaratoria se halla respaldada por la ley 302 del 24 de octubre de 2012.

## Actividades

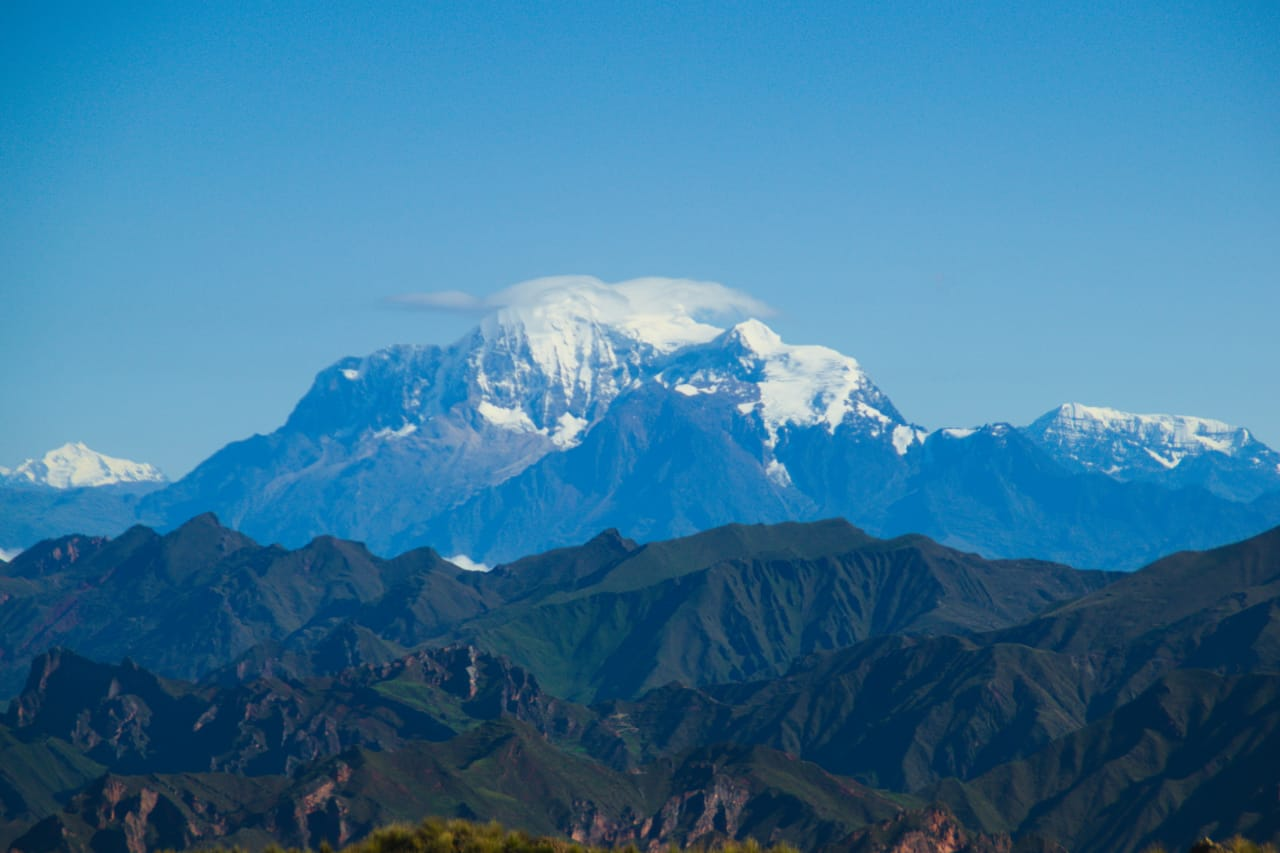
Vista sur del Ilimani

### Andinismo
- Primer ascenso registrado.La primera persona de cuyo ascenso se tiene registro fue Sir William Martin Conway de Allington, primer barón Conway de Allington, Kent, en sus expediciones por Sudamérica, durante 1898, ascendió el Aconcagua, el Illampu y el Illimani; además exploró parte de Tierra del Fuego. Conway fue un historiador del arte y montañista inglés.

- Ascenso de 15 mujeres en 2016.En abril de 2016 el ascenso de 15 mujeres aimaras ataviadas con sus vestimentas características de cholas o cholitas, como suele llamárselas, llamó la atención de la prensa internacional. Las mujeres ya habían realizado el ascenso a otras montañas de la misma cordillera y tras la conquista del Illimani ascendieron, en el año 2019, el cerro Aconcagua.[8]

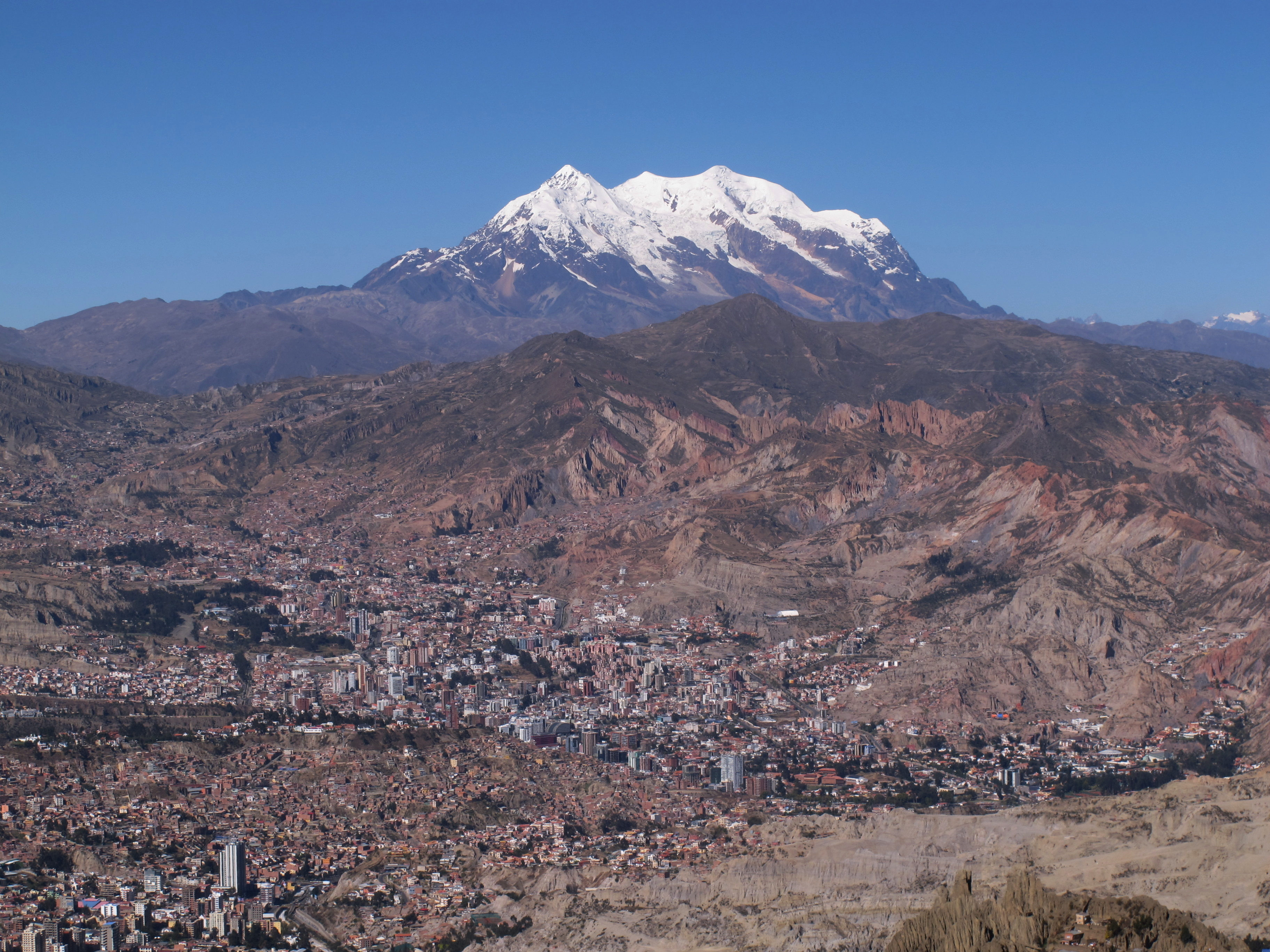
El Illimani visto desde La Paz

#### Acceso y ascenso desde La Paz
Actualmente se organizan ascensos desde diferentes puntos y con diferentes niveles de complejidad, existen guías locales entrenadas en el lugar
- Itinerario 1

- La Paz - Puente Roto
- Puente Roto - Campo Alto (Nido de Cóndores)
- Nido - Cumbre - Base (Puente Roto)

Este itinerario considera etapas para aclimatarse previamente.
- Itinerario 2

- La Paz - Puente Roto
- Puente Roto - Porteo (Nido de Cóndores)
- Puente Roto - Campo Alto (Nido de Cóndores)
- Nido - Cumbre - Base (Puente Roto)

Este itinerario a pesar de considerar la aclimatación es más exigente que el anterior
La época adecuada para realizar el ascenso es la comprendida entre junio y agosto.
Desde esta ciudad es posible llegar en vehículo hasta el pueblo de Pinaya, situado en las faldas de esta gran montaña a 3700 m s. n. m., en unas 4 horas en vehículo 4x4. También existe la posibilidad de subir a pie, pero esto puede tardar unas 8 a 10 horas por el mismo trayecto. 
Al llegar a Pinaya se pueden arrendar acémilas para llegar hacia el fondo del valle, el campamento base, denominado Puente Roto a 4400 m s. n. m., donde llega un antiguo camino minero ya en desuso. La caminata de estos 8 km toma alrededor de 3 a 4 horas.
El ascenso se inicia desde Puente Roto, tomando un sendero que remonta una saliente de roca fácil, hasta llegar, en unas 4 a 6 horas, a Nido de Cóndores (5.400 m s. n. m.), lugar del campamento alto y donde normalmente comienza el hielo y se tiene buena vista de todo el panorama. Este lugar es muy apto para acampar, pues es una amplia planicie con una vista increíble hacia La Paz, el lago Titicaca y el altiplano. Desde allí se sube por un filo ascendente hacia la izquierda. A 5700 m s. n. m. aproximadamente se llega a una zona expuesta donde se debe escalar y descender con cuidado, por la presencia del hielo cristal y una pendiente de 40°. A 5.800 m s. n. m. aproximadamente se accede a un campo de grietas que se puede sortear sin mayor dificultad. Más arriba, escalando siempre hacia la izquierda, se llega a una grieta aparentemente infranqueable pero que por la izquierda posee un puente que se escala sin mayor dificultad. De allí se toma una pala de nieve que lleva hacia el norte de la cumbre principal. A 6.300 m s. n. m. se llega a una planicie desde donde se domina todo el macizo y sus 4 cumbres. Desde ahí se toma el largo filo cumbrero, esta vez en dirección sur para alcanzar la cumbre en 1 a 2 horas.
La ruta normal del Illimani :Itinerario 1, es una ruta de mediana dificultad técnica pero posee zonas expuestas que deben tomarse con precaución. Además de la óptima aclimatación es necesario el dominio en el uso de elementos para el hielo. En la historia de sus ascensos se conocen varias tragedias de personas que han resbalado cerca campamento Nido de Cóndores en las empinadas pendientes del hielo cristal (especialmente en el descenso). Es necesario, por tanto, no solo una óptima aclimatación sino un dominio en las técnicas de aseguramiento de cuerdas y de escalada en hielo.

## El Illimani en la cultura

El Illimani es el componente central en el escudo de la ciudad de La Paz.

### Heráldica
La figura del Illimani es el componente central del escudo de la ciudad de La Paz, habiendo sido incorporado al mismo durante la modificación de 1897, es también parte del escudo de la Universidad Mayor de San Andrés, principal universidad de la ciudad.

### Paisajismo y diseño urbano
El contraste entre la gran depresión en donde se ubica la ciudad de La Paz y el extenso y blanco Illimani es sorprendente, hacia el sureste de la ciudad. Las distancias entre la capital boliviana y las alturas, entre la cultura urbana y la andina son mínimas y en pocos lugares del mundo encontramos una combinación como en La Paz. Los crepúsculos vespertinos, con los aires siempre despejados de La Paz, son todo un espectáculo; y mientras la ciudad empieza a refulgir en toda su extensión, el Illimani va pasando por diferentes tonos de colores, hasta extinguirse todo colorido en el blanco pálido y eterno que son las nieves y hielos del nevado, invirtiendo el proceso al alba.
En la ciudad de la Paz existen avenidas diseñadas bajo la premisa de permitir la visualización del nevado, entre ellas tenemos a la avenida Illimani, y la Avenida Eliodoro Camacho, en esta última se incluyeron, durante su remodelación en 2010, letras de bronce que contienen versos dedicados a la montaña de diversos escritores, estos pueden leerse en las aceras de ambos lados.
La presencia de la montaña supuso la orientación de varios asentamientos prehispánicos cuya relación además de la espiritual, se refleja en la conexión visual de las ocupaciones con el nevado, y su orientación hacia la vista del mismo.

### Artes

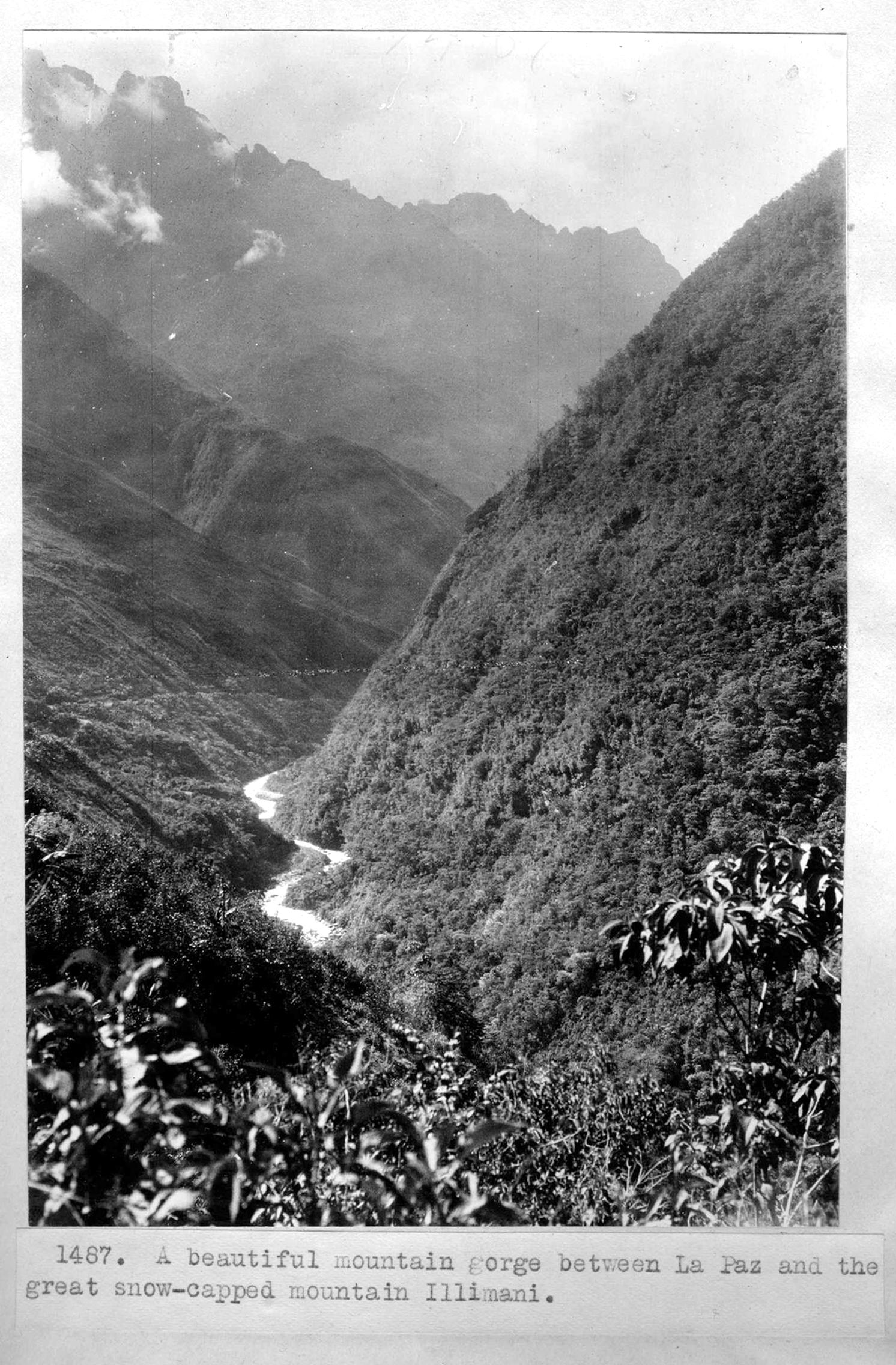
Fotografía de los valles colindantes tomada entre 1923-1924

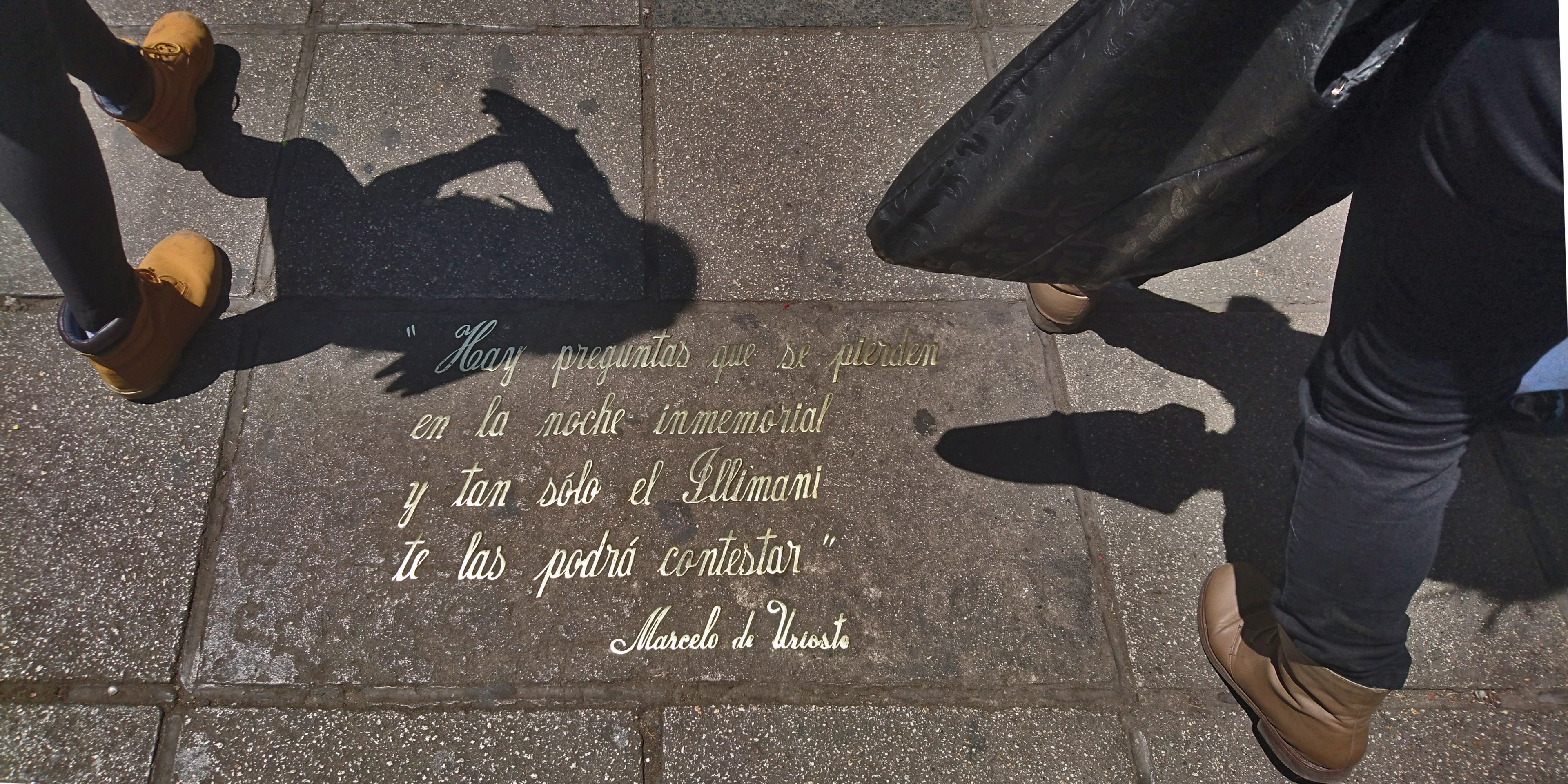
Baldosas con versos en bronce dedicados al Illimani, Avenida Camacho, La Paz

Existen amplias referencias al Illimani en la cultura popular nacional e internacional, tanto en representaciones en diferentes formatos como en denominativos inspirados en la montaña, la presencia del nevado es tan fuerte que su nombre suele usarse casi como sinónimo de ciudad de La Paz.
- Música.Se lo nombra en las canciones emblemáticas de la ciudad como el tango Illimani, y el taquirari Collita, la morenada Illimani.

El grupo chileno Inti Illimani, se inspira en el nombre de esta montaña.
- Pintura.Existen representaciones pictóricas del nevado elaborados por maestros como Arturo Borda quien lo hizo motivo recurrente en sus obras.[14]

Ciro Juan de Dios Mealla Díaz, Gil Imaná, Jorge Arias Saavedra, Juan Luis Alanes, Armando Jordán Alcázar, Raúl Mariaca Guillén entre otros maestros reconocidos también lo incluyen como motivo de sus trabajos
- Literatura.Decenas de poetas dedicaron versos a esta montaña tutelar,[16] entre ellos Franz Tamayo, Jaime Saenz, Oscar Cerruto, Gregorio Reynolds. Incluso el expresidente Carlos Mesa le dedica un poema al nevado.[17]

Es inspiración de la denominación de obras como Illimani Púrpura de Juan Pablo Piñeiro o el cuento de la argentina Juana Manuela Gorriti:Los mellizos del Illimani.
- Fotografía.Es un motivo fotográfico recurrente entre artistas locales, y visitantes a la ciudad, así como una postal muy usual de los turistas en ángulos que aprovechan la depresión de la ciudad de La Paz para crear composiciones aprovechando la perspectiva.

En 2014 el reconocido fotógrafo Tony Suárez dedicó un libro completo a su imagen, denominado Illimani Santo.
Una imagen emblemática en 2014 la constituyó la fotografía de una mujer que parece estar cargando el nevado en una carretilla, la imagen tomada por Wilfredo Limachi fue hecha popular gracia a las redes sociales, fue compartida desde la publicación original más de un millón de veces y otras cientos de veces en otros medios.

### Ritualidad
El Illimani es considerado el Achachila mayor de la ciudad de La Paz, que en la cultura aimara significa un espíritu protector. En los valles circundantes como Cohoni y Khapi, se realizan ofrendas y ascensos de carácter ritual ya que sus aguas riegan los cultivos del sector. Los deshielos y cambios en los ciclos agrarios producidos por el calentamiento global, fueron interpretados de manera inicial por los pobladores de los pueblos cercanos como una señal de ira y molestia del nevado.
La relación de los pobladores de la ciudad de La Paz y el Illimani es muy fuerte y se estima que los asentamientos prehispánicos fueron orientados por la relación física y visual con el nevado como ente protector.
Muchas de las ceremonias andinas invocan al Illimani Achachila durante su realización, que incluye la elaboración de sahumerios y ofrendas a la madre tierra, durante las cuales los movimientos de las manos del celebrante se dirigen físicamente con orientación al nevado , y de igual manera las ofrendas que se realizan en alturas de la ciudad y sus alrededores suelen orientarse con vista a la montaña.

### Identidad local
Diversas instituciones, empresas y agrupaciones incluyen en su denominación el nombre Illimani. Los habitantes de la ciudad de La Paz lo consideran una de las características más sobresalientes de la ciudad.

## Deshielo

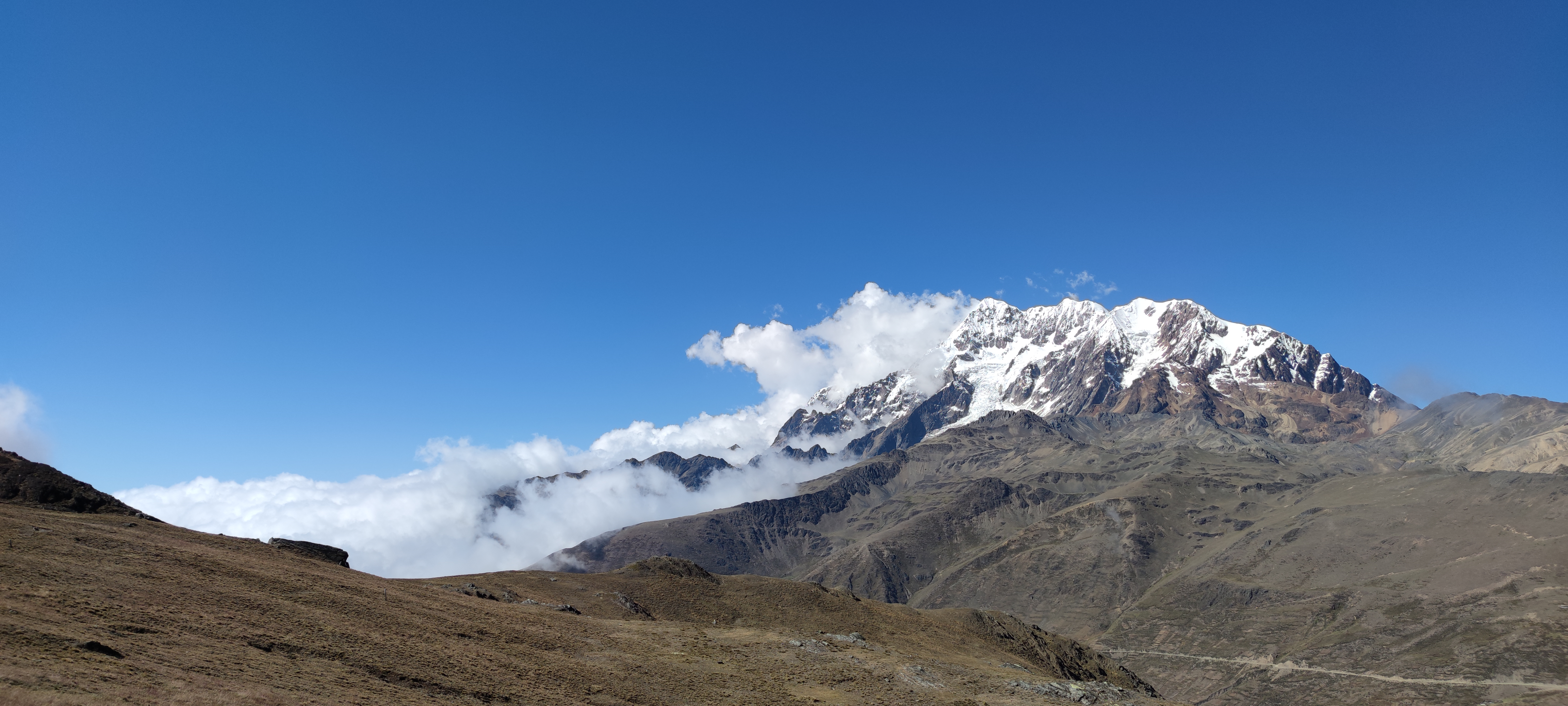
Los glaciares del nevado son susceptibles al calentamiento global

Como producto del calentamiento global y el retroceso de los glaciares desde 1850, los glaciares característicos de esta montaña han sufrido importantes cambios que repercuten de manera directa en la vida de los pobladores de los valles aledaños dedicados principalmente a la agricultura cuyo destino es la comercialización en La Paz así como en el equilibrio general de los ecosistemas ligados a las aguas y evaporación. Las aguas provenientes de estos glaciares alimentan ríos que llegan hasta la amazonia, por lo que es previsible que su pérdida repercuta fuertemente en amplias áreas ligadas a estos sistemas.
Se estima que en el periodo comprendido entre 1980 y 2010 los glaciares en esta y otras montañas se han reducido en un rango de 20 a 30%
La comunidad científica viene realizando alertas sobre esta circunstancia desde hace al menos 20 años a través de diferentes trabajos de investigación al respecto, existe un consenso general sobre la aceleración de estas pérdidas en los últimos 25 años.

### Consecuencias
El cambio de los ciclos de lluvias producen temor en los habitantes de los valles vecinos que observan cambios en las características del agua que desciende desde la montaña, así como la variación de temperaturas, este temor se basa en la reciente transformación del Chacaltaya, antiguo espacio de esquí, conocido por ser uno de los más altos del mundo, que perdió totalmente su área nevada. Los habitantes del sector afirman que en los últimos 20 años la frontera de hielo del Illimani montaña retrocedió al menos 500 m.
Diferentes científicos afirman que dada su altura, mayor a los 6.000 m s. n. m., los glaciares de esta montaña no desaparecerán pero sí sufrirán disminuciones considerables, se calcula que para 2030 todos los glaciares a una altura menor de 5400 m s. n. m. desaparecerán.
La evaporación de estos antiguos cuerpos de hielo pone en peligro el abastecimiento de agua en todas las regiones aledañas.
El retroceso de los glaciares en la montaña ha permitido el hallazgo de restos de accidentes acaecidos en décadas pasadas.

### Toma de muestras para el proyecto Ice Memory
Entre el 22 de mayo y el 18 de junio de 2017 se tomaron muestras de los glaciares que conforman el nevado como parte del Proyecto Ice Memory.

## Incidentes
En  agosto de 1973 Pierre Dedieu, francés, y Ernesto Sánchez, el mejor escalador de Bolivia, perecieron escalando el Illimani. En noviembre una expedición italiana después de ascender Illimani emprendió la búsqueda de sus cuerpos, localizando el cuerpo de Sánchez, pero el 23 de ese mes, durante la búsqueda extendida para hallar a Dedieu, el líder italiano Carlo Nembrini cayó encontrando la muerte.
En enero de 1985 el Vuelo 980 de Eastern Airlines impactó en la montaña, donde los 19 pasajeros y 10 tripulantes fallecieron.
Durante junio de 2016 una expedición denominada Operación Thonapa, realizó el ascenso en busca de la caja negra y otros restos de la nave.
En junio de 2003 dos turistas estadounidenses y su guía boliviano fallecieron durante el ascenso al nevado.